# Juozas Kraucevičius
Juozas Kraucevičius, litovski general, * 1879, † 1964.